# Holger Rasmussen
Holger Rasmussen (Nyborg, 11 marzo 1870 – Faxe Ladeplads, 17 giugno 1926) è stato un regista e attore danese.

## Filmografia

### Regista
- Quando i diavoli ci mettono le corna! (Naar Djævle er paa Spil) - cortometraggio (1909)
- Revolutionsbryllup - cortometraggio (1910)
- Magdalene - cortometraggio (1910)
- Kean - cortometraggio (1910)
- Hvem er hun? - cortometraggio (1910)
- Modermærket - cortometraggio (1910)
- Mellem pligt og kærlighed - cortometraggio (1910)
- Hittebarnet
- Dobbeltgængeren - cortometraggio (1910)
- De to Hjem paa Nørrebro - cortometraggio (1911)
- Det røde alfabet (1916)

### Attore
- Gennem Livets Skole, regia di Viggo Larsen - cortometraggio (1908)
- Alene i Verden, regia di Viggo Larsen - cortometraggio (1908)
- Magdalene, regia di Holger Rasmussen - cortometraggio (1910)
- Flugten over Atlanterhavet - cortometraggio (1910)
- Hvem er hun?, regia di Holger Rasmussen - cortometraggio (1910)
- Sølvdaasen- cortometraggio (1910)
- Fødselsdagsgaven
- Guldgossen - cortometraggio (1912)
- Kansleren kaldet (Den sorte Panter) - cortometraggio (1912)
- Den lurende Død - cortometraggio (1913)
- Det hemmelighedsfulde X, regia di Benjamin Christensen (1914)